# ورمیک یپرمیان
ورمیک همایاکی یپرمیان (ارمنی: Վերմիկ Հմայակի Եփրեմյան؛  زادهٔ ۱۹۲۴  تاریخ نامعلوم) پزشک اهل ارمنستان بود.

## زندگی‌نامه
وی در ۱۹۲۴ در هایکاوان به دنیا آمد و از دانشگاه پزشکی دولتی ایروان فارغ‌التحصیل گشت. همچنین برندهٔ جوایزی همچون نشان پرچم سرخ کار (۱۹۷۰) و پزشک شایسته ارمنستان شوروری (۱۹۶۰) شده است.  تاریخ درگذشت وی نامعلوم است.